# Psychotria tutcheri
Psychotria tutcheri là một loài thực vật có hoa trong họ Thiến thảo. Loài này được Dunn miêu tả khoa học đầu tiên năm 1910.